# Johannes Eccard
Johannes Eccard (1553–1611) var en tysk komponist og en fremtrædende repræsentant for protestantisk kirkemusik i 1500-tallet. Eccards omtrent 250 sakrale og verdslige flerstemmige sange blev vidt udbredt.

## Liv
I perioden 1571–1573 var han sanger i hofkapellet i München og var samtidig elev af Orlando di Lasso. Han kom til bankmanden Jacob Fugger i Augsburg i 1578. Senere, i 1580, blev Eccard ansat som kapelmester ved hofkapellet i Köningsberg, (nu: Kaliningrad) hvor han i 1604 også blev forfremmet til førstekapelmester. Han takkede i 1608 ja til en lignende stilling ved Johan Sigismunds hofkapel i Berlin.